# Telefonen (opera)
Telefonen (The Telephone or L'Amour à Trois) är en komisk opera i en akt med text och musik av Gian Carlo Menotti.

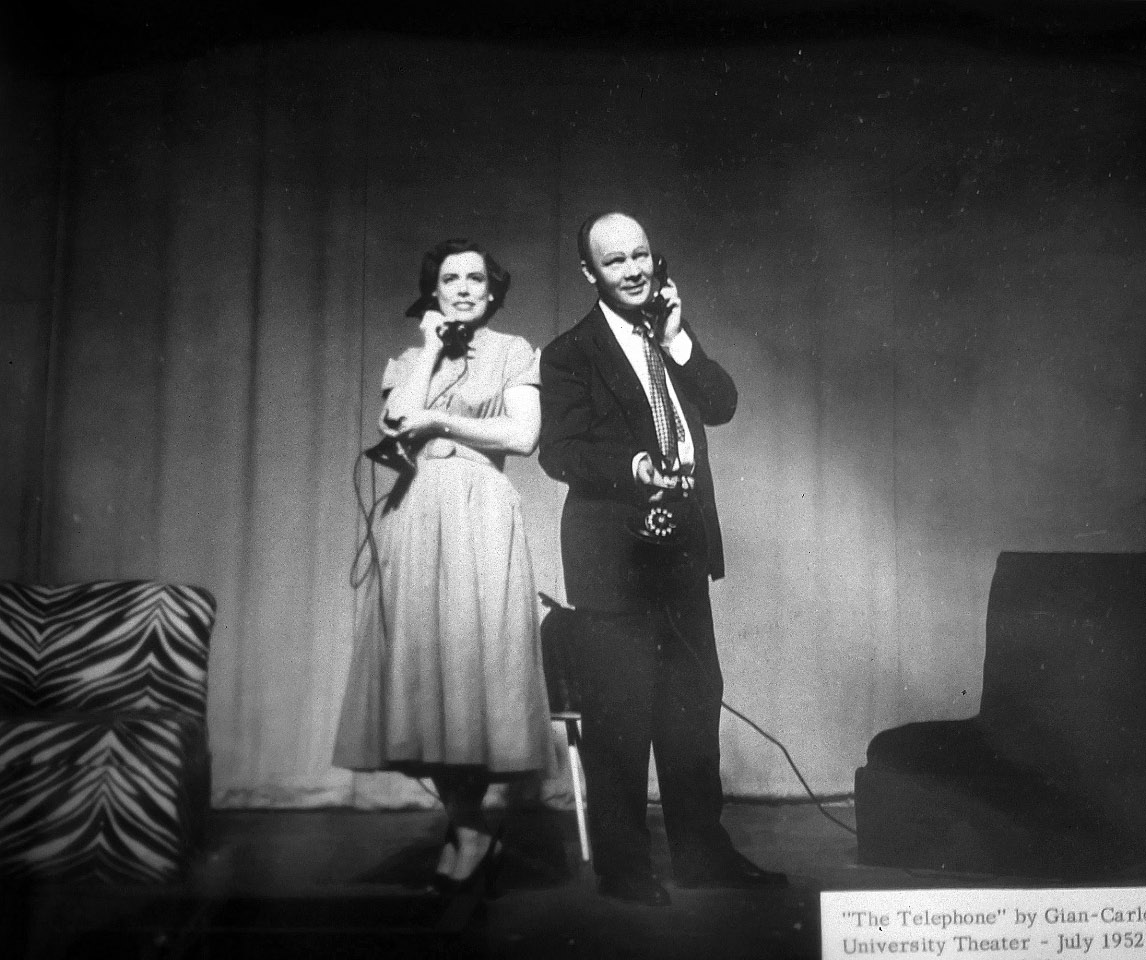
Marie Handy och Paul Hume i en föreställning av Telefonen i Washington D.C. 1952.

## Historia
När Lincoln Kirstein, administratör för Ballet Society i New York, accepterade Menottis opera Mediet 1946, bad han tonsättaren om ett kort musikdrama för att fylla ut kvällen. Menotti bestämde sig för ett stycke med två roller, som på ett humoristiskt sätt behandlade den alltmer teknikorienterade världens kommunikationsproblem. De tre längre telefonsamtalen är upplagda som arior, som beroende på stämningen behandlas på neoklassicistiskt eller dramatiskt italienskt manér. Samtalen med Ben gestaltas som recitativ. Slutets telefonupplysning ackompanjeras av en vals, som är rik på välklingande terser och sexter.
Operan hade premiär på Hecksher Theater i New York 18 februari och gjorde våldsam succé. Den gavs mer än 200 gånger och det har blivit kutym att den framförs tillsammans med den tragiska Mediet.
Svensk premiär i ett gästspel på Stora Teatern, Göteborg 29 augusti 1950.

## Personer
- Lucy (Sopran)
- Ben (Baryton)

## Handling
I Lucys lägenhet, 1900-talet.
Ben är kär i Lucy och har något viktigt att säga henne innan han reser bort. När de går in i lägenheten ringer telefonen. Lucy har ett långt samtal med en väninna. När hon lägger på luren börjar Ben ömt tala, men återigen ringer telefonen. Vännen George klandrar Lucy för att ha förtalat honom. Hon lämnar gråtande rummet och Ben försäker kapa telefonsladden. Lucy hindrar honom upprört, eftersom hon måste ringa för att låta sig tröstas av sin väninna. Vid det här laget har Ben lämnat lägenheten. Nu ringer han själv för att fråga Lucy om hon vill bli hans hustru.